# سری مسابقات چالش آی‌تی‌تی‌اف
سری مسابقات چلنج آی‌تی‌تی‌اف یک سری سالانه از مسابقات تنیس روی میز بود که توسط فدراسیون بین‌المللی تنیس روی میز (ITTF) برگزار می‌شد. این سری در سال ۲۰۱۳ به عنوان سومین سطح از تور جهانی آی‌تی‌تی‌اف (پایین‌تر از سری فوق‌العاده و سری اصلی) ایجاد شد و در سال ۲۰۱۷ به یک تور جداگانه تبدیل شد. این سری تور ثانویه آی‌تی‌تی‌اف پس از تور جهانی بود.
از سال ۲۰۱۹، این سری دارای دو سطح بود: ITTF Challenge Plus و ITTF Challenge. کانادا، نیجریه، کره شمالی، عمان، پاراگوئه و پرتغال به عنوان میزبان برای تورنمنت‌های Challenge Plus در فصل ۲۰۱۹ اعلام شدند.
از سال ۲۰۲۱، سری مسابقات چلنج آی‌تی‌تی‌اف عملاً توسط سری مسابقات Feeder تازه تأسیس World Table Tennis جایگزین شده است.

## تورنمنت‌ها
تورنمنت‌های زیر به عنوان بخشی از سری مسابقات چلنج آی‌تی‌تی‌اف از زمان جدا شدن از تور جهانی آی‌تی‌تی‌اف در سال ۲۰۱۷ حضور داشتند.
| تورنمنت        | ۲۰۱۷ | ۲۰۱۸ | ۲۰۱۹ | مجموع |
| -------------- | ---- | ---- | ---- | ----- |
| بلاروس اوپن    | •    | •    | •    | ۳     |
| بلژیک اوپن     | •    | •    |      | ۲     |
| برزیل اوپن     | •    |      |      | ۱     |
| کانادا اوپن    |      |      | •    | ۱     |
| شیلی اوپن      | •    |      |      | ۱     |
| کرواسی اوپن    | •    | •    | •    | ۳     |
| کره شمالی اوپن | •    | •    | •    | ۳     |
| اندونزی اوپن   |      |      | •    | ۱     |
| مکزیک اوپن     |      |      | •    | ۱     |
| مراکش اوپن     |      |      | •    | ۱     |
| نیجریه اوپن    | •    | •    | •    | ۳     |
| عمان اوپن      |      |      | •    | ۱     |
| پاراگوئه اوپن  |      |      | •    | ۱     |
| لهستان اوپن    | •    | •    | •    | ۳     |
| پرتغال اوپن    |      |      | •    | ۱     |
| صربستان اوپن   |      |      | •    | ۱     |
| اسلوونی اوپن   | •    | •    | •    | ۳     |
| اسپانیا اوپن   | •    | •    | •    | ۳     |
| تایلند اوپن    | •    | •    | •    | ۳     |
| ترکیه اوپن     |      |      | •    | ۱     |